# Robson Ponte
Robson Ponte (født 6. november 1976) er en brasiliansk fodboldspiller.